# Compagnie du Sénégal
La Compagnie du Sénégal, créée en 1673 à la demande de Louis XIV, est l'une des nombreuses compagnies coloniales françaises et la seconde des compagnies européennes fondées au XVIIe siècle à viser directement la traite négrière, un an après la Royal African Company, fondée en 1672 par le duc d'York Jacques II, cousin de Louis XIV, qui devient roi d'Angleterre en 1685. L'un de ses premiers directeurs est le célèbre amiral Jean-Baptiste du Casse.
Elle remplace la Compagnie des Indes occidentales, fondée neuf ans plus tôt par Colbert mais jugée trop centrée sur le développement du tabac et perçue par les planteurs comme un frein à l'essor du sucre à la Guadeloupe et la Martinique, une culture basée sur la consommation rapide d'esclaves jeunes, forcés à travailler au fouet. 
La France et les Pays-Bas entrent en guerre l'année suivante. Les Français veulent, comme les Anglais l'année précédente, se lancer dans le très rentable commerce triangulaire, monopolisé par les Hollandais. Cette guerre se fait contre l'avis de Colbert, qui avait ménagé les Hollandais, tolérant leur commerce interlope en Afrique et aux Antilles, pour mieux taxer leurs produits aux frontières, selon la doctrine du mercantilisme, tout en exportant les produits de manufactures créées en France à l'aide d'ingénieurs hollandais.
Les négociants des grands ports français peuvent désormais concurrencer, eux aussi, les Pays-Bas dans la fourniture des esclaves aux îles d'Amérique. Sa sœur britannique, la Royal African Company, a pris une longueur d'avance dans l'essor du sucre et de l'esclavagisme en Jamaïque.
L'arrivée massive de négriers français et anglais fait flamber le prix des esclaves sur les côtes d'Afrique. Mais la Compagnie du Sénégal abaisse le coût de leur transport et satisfait les planteurs de canne à sucre de Martinique. À sa création en 1674, ils n'avaient plus que 2 400 esclaves, contre 2 700 dix ans plus tôt en 1664 lors de la création de la Compagnie des Indes occidentales. Six ans seulement après son remplacement par la Compagnie du Sénégal, le nombre d'esclaves en Martinique a déjà doublé pour atteindre 4 900 en 1680. Leur nombre sera même multiplié par six en un quart de siècle, pour atteindre 15 000 en 1700. L'un des premiers grands clients est le plus riche planteur de l'île, Charles François d'Angennes, ex-marquis de Maintenon et gouverneur de Marie-Galante, à qui Louis XIV donne le monopole du commerce avec le Venezuela espagnol.
Le même phénomène se produit en Guadeloupe, où la population d'esclaves avait même reculé entre 1664 et 1671, passant de 6 323 à 4 627 en sept ans. La création en 1674 de la nouvelle Compagnie du Sénégal ramène le nombre d'esclaves à 6 076 dès 1700. Cet essor de l'esclavage est moins rapide qu'à la Martinique, à qui on réserve les esclaves les plus jeunes et les plus résistants, et où Louis XIV a installé plusieurs planteurs anoblis. 

## Premières tentatives d'installation et création de Saint-Louis

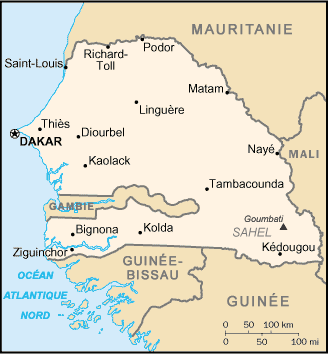
Carte du Sénégal.

En 1626, Richelieu fonde la Compagnie normande, une association des marchands de Dieppe et Rouen qui est chargée de l'exploitation du Sénégal et de la Gambie. En 1628 un premier comptoir est installé au Sénégal. Puis, en 1638 une « habitation » est créée par le normand Thomas Lambert dans l'île de Bocos, à proximité de l'embouchure du fleuve Sénégal.
Mais, cette première compagnie commerciale disparaît en 1658 avec la dissolution de la Compagnie Normande dont les actifs sont rachetés par la compagnie du Cap-Vert et du Sénégal, qui est elle-même expropriée à la suite de la création par Colbert en 1664 de la compagnie française des Indes occidentales. 
En 1659, l'habitation de Bocos est transférée dans l'île de N'Dar, propriété du Brak (roi) du Waalo et située plus en aval. Le fort de Saint-Louis est alors construit par Louis Caullier. À cette période débute la traite négrière le long des côtes occidentales d'Afrique.
En 1677, trois ans après la création de la compagnie, les Français conquirent les sites de l'île de Gorée et de Rufisque.

## Fondation en 1673
La fondation correspond à l'époque à partir de laquelle les plantations de sucre se développent à la Jamaïque, où le pirate Henry Morgan, arrêté en 1672 par la Marine anglaise et emprisonné, a accepté en 1674 de retourner sa veste pour devenir planteur de sucre et vice-gouverneur de l'île, qu'il protège désormais contre les raids de ses amis flibustiers.
Le roi de France Louis XIV espère alors réussir la même opération à la Martinique et à Saint-Domingue, où il envoie deux ans plus tard le marquis de Maintenon, Charles François d'Angennes qui se fait un nom chez les flibustiers avant de tenter de les désarmer, puis de devenir quelques années plus tard le plus riche planteur de sucre de la Martinique, grâce au monopole du commerce avec le Venezuela espagnol.
Jean-Baptiste Colbert avait fondé en 1664 la Compagnie des Indes occidentales qui détenait depuis 1664 le monopole des activités en Afrique, après avoir repris les activités de la Compagnie du Cap-Vert et du Sénégal. La Compagnie des Indes occidentales est dissoute en 1674 lors de la création de la Compagnie du Sénégal, à qui le roi vend le territoire du Sénégal. 
La nouvelle compagnie n'a plus le monopole de l'importation des esclaves, qui est autorisé aussi aux négociants des ports de Nantes et Saint-Malo et bientôt de Bordeaux, car les îles antillaises souhaitent désormais se tourner plus largement vers le sucre, gros consommateur d'esclaves. Entre 1674 et 1682, la population noire de la Martinique quadruple, passant de 2 400 à 10 600 personnes.
Le prix des esclaves sur la Côte d'Afrique augmente alors fortement. La compagnie du Sénégal subissant une forte concurrence est dissoute en 1681, laissant plus d'un million de livres de dettes. Une nouvelle compagnie la remplace qui subsistera jusqu'en 1694. 
En 1685, les employés de la compagnie se rebellent contre le directeur et l'expédient sur Gorée. Cette même année, le Code noir, qui règlemente la condition des esclaves dans les colonies françaises a été préparé par Colbert à partir de 1676 mais c'est son fils, le marquis de Seignelay, qui mettra au texte la dernière main.

## Avant, la Compagnie française des Indes occidentales
La compagnie du Sénégal succède à la Compagnie française des Indes occidentales, qui de 1664 à 1674, fut une association privilégiée dotée du monopole, accordé par Colbert, de l'exploitation des domaines africains et américains du royaume de France, née dans la ville sénégalaise de Ndar, rebaptisée Saint-Louis en l'honneur de Louis XIV.
La Compagnie française des Indes occidentales s'appela d'abord « concession royale du Sénégal » et avait pour objet l'échange de tissus, verroterie, fer venus de France, contre ivoire, poudre d'or, huile, de palme et gomme produits par le Sénégal. 
Peu à peu, les esclaves servirent aussi de monnaie d'échange, même si le commerce triangulaire n'était pas à l'origine de la création de la Compagnie française des Indes occidentales. 
Elle fit la prospérité de la cité, et notamment des métisses de la région, les Signares. 
La thèse de l’écrivain Jules Verne appuyée par Léopold Sédar Senghor est que les Dieppois furent les premiers Européens dans la région. Certains récits situent la découverte du Cap-Vert par les marins normands en 1364 ou 1365 un siècle ou presque avant l'arrivée des Portugais. En 1638, le navigateur français Thomas Lambert fit installer une habitation sur l'île de Bocos, au milieu du fleuve Sénégal, puis en 1659, un autre normand, Louis Caulier, décida de déplacer cette habitation vers une autre île celle de Ndar.
La population de l'île atteint environ 10 000 habitants et de nombreux mariages entre Français et femmes affranchies promettent une descendance métissée qui peu à peu constituera une élite fortunée.

## Dès 1672, une sœur britannique, la compagnie royale d'Afrique
La dynastie des Stuart britannique avait de son côté créé dès 1672 la compagnie royale d'Afrique, dirigée par le cousin de Louis XIV, le futur roi Jacques II. L'arrivée de ces deux sociétés a contribué à faire baisser le coût global des esclaves, mais aussi les marges bénéficiaires, à l'époque où Louis XIV et ses cousins anglais Stuart veulent évincer les boucaniers qui produisent du tabac un peu partout dans la Caraïbe, pour lancer des plantations plus grandes et plus rentables car reposant sur l'esclavage. 
Les deux nouvelles sociétés, après des débuts difficiles, évincent d'Afrique occidentale les Hollandais, à qui l'on reproche de trafiquer des armes avec les indiens et les boucaniers et de ne pas soutenir assez vite le développement du sucre. Les Hollandais réagissent en installant le premier village de colons, bien plus au Sud, au Cap, la première vraie colonie du continent et la seule jusqu'au XIXe siècle.
Après la chute de Jacques II, exilé en France et cherchant à reconquérir l'Angleterre en s'aidant de la colonie des Irlandais de Nantes, les Britanniques passent à une politique plus dure contre les Français et occupent Saint-Louis, de janvier à juillet 1693. En 1701, les Français obtiendront l'asiento, monopole d'importation des esclaves et domineront l'Afrique occidentale.

## En 1680, émotion aux Antilles
En mars 1680, le bruit avait couru au Cap-Français, établissement de la côte nord de Saint-Domingue, que la Compagnie du Sénégal, déjà chargée d'approvisionner en esclaves toutes les Antilles françaises, avait succédé au groupe Oudiette, chargé de la ferme du tabac, dont il avait entraîné la chute, Louis XIV souhaitant la promotion du sucre. Le gouverneur Pouancey dut rétablir l'ordre. 
En mai 1681, dans une pétition adressée au ministre Colbert, les habitants s'inquiétaient de voir les plus pauvres de leurs camarades être obligés de prendre parti avec les flibustiers pour survivre à la chute des cours du tabac.

## La compagnie royale du Sénégal
- 1694 : Création de la Compagnie Royale du Sénégal dont l'administrateur, André Brue, sera capturé par le damel du Kayor et libéré contre rançon (1701).
- 1709 : Création d'une troisième Compagnie du Sénégal (1709-1718).
- À partir de 1720, la Compagnie des Indes orientales reprend les activités de la Compagnie du Sénégal.

## Fin de la compagnie
(septembre 2013).

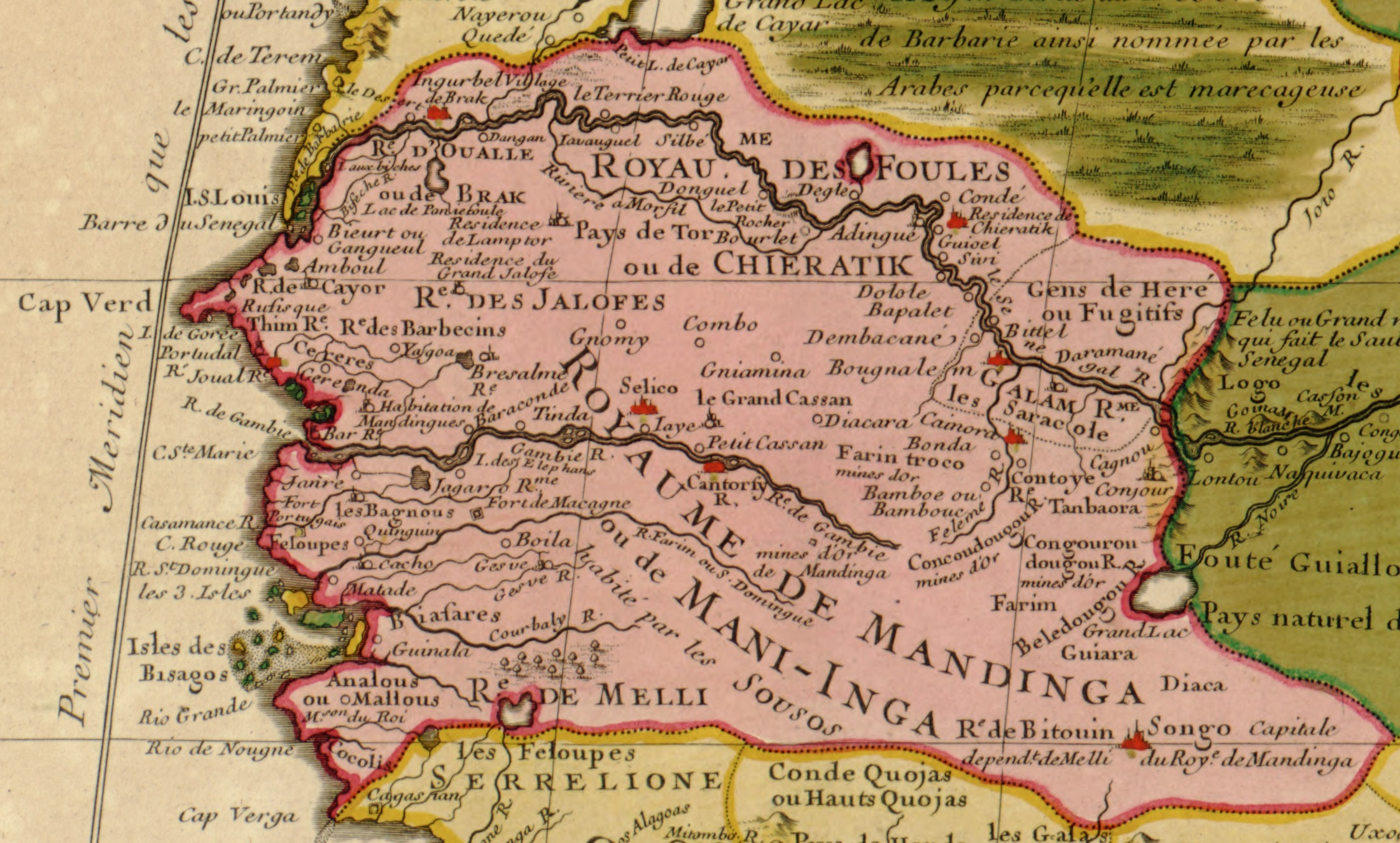
Une carte de Guillaume Delisle (1770)

- 1756 : Début de la guerre de Sept Ans (1756-1763) qui oppose la France à la Grande-Bretagne. 1758 : Saint-Louis capitule face à une escadre britannique ; cette deuxième occupation durera 21 ans (1758-1779). L'île sera d'abord administrée par une compagnie privée, puis directement par la couronne britannique.
- 1763 : Louis XV ratifie le traité de Paris qui sanctionne la dissolution du domaine colonial français.
- 1764 : Le métis Charles Thevenot devient le premier maire de Saint-Louis. En 1778, la population noire de Saint-Louis se révolte contre la garnison britannique.
- 1779 : Saint-Louis est repris aux Britanniques par le duc de Lauzun. L'île est administrée par des officiers nommés par le roi de France. Dumontet est le premier gouverneur de la colonie.
- 1783 : Le traité de Versailles restitue officiellement le Sénégal à la France. Le monopole de la gomme revient à la Compagnie du Sénégal. Le bureau de Paris est composé d’un maréchal de France, le maréchal de Duras, d’un vice-amiral, le bailli de Suffren, d’un lieutenant général des armées du roi, le comte de Blangy, d’un mestre de camp de dragons, le marquis de Saisseval, d’un conseiller de la grande chambre du Parlement, Saint-Romain et d’un directeur faisant fonction de rapporteur, Fraisse.
- 1785 : Le chevalier de Boufflers est nommé gouverneur.
- 1789 : Blanchot est nommé gouverneur du Sénégal. Avril : établissement du Cahier de doléances des habitants du Sénégal aux États généraux. Le commandant de la troupe du Sénégal, Benoît de Rambaud et les Français qui l'accompagnent meurent sur le fleuve ou à "l'hôpital" de Saint-Louis en essayant de reconquérir le fort Saint-Joseph de Galam et le royaume de Galam.
- 1794 : Abolition formelle de l'esclavage par la Révolution française.
- 1802 : Rétablissement de l'esclavage par Napoléon. La bourgeoisie de Saint-Louis, alliée aux négociants, s'empare du gouverneur Laserre, accusé de faire du commerce ; il est expulsé sur Gorée.
- 1809 - 13 juillet : Saint-Louis capitule devant les Britanniques. Troisième occupation britannique qui durera jusqu'en 1816.
- 1816 : La Méduse, transportant le gouverneur Schmaltz chargé de reprendre possession du Sénégal, fait naufrage sur le banc d'Arguin (Schmaltz sera des rescapés).
- 1817 : Reprise de Saint-Louis
- 1820 : Installation des premiers comptoirs bordelais.
- 1821 : Le baron Jacques François Roger est nommé gouverneur du Sénégal.
- 1848 : Abolition de l'esclavage par la IIe République sous l'impulsion de Victor Schœlcher.

## Directeurs
- Directeurs de la Compagnie du Sénégal :
  - 4 juin 1697 - 1er mai 1702 : André Brue (1654-1738)
  - 1702-1706 : Joseph Lemaitre
  - 1706-1709 : Michel Jajolet de la Courbe, directeur à Saint-Louis.

- Directeurs de la Compagnie de Rouen
  - 1710 - 15 août 1711 : Guillaume Joseph Mustellier (mort en 1711)
  - 1712 - 2 mai 1713 : Pierre de Richebourg
  - avril 1714 - 1719 : André Brue

- Directeurs de la Compagnie des Indes
  - 1719 - mai 1720 : André Brue
  - mai 1720 - avril 1723  Nicolas Desprès de Saint-Robert (première fois)
  - 1723-1725 : Julien du Bellay
  - 1725 : Nicolas Desprès de Saint-Robert (deuxième fois)
  - 1725-1726 : Arnaud Plumet
  - 1726-1733 : Jean Levens de la Rouquette
  - 1733- 7 mars 1733 : Lejuge (mort en 1733)
  - 1733-1738 : Sebastian Devaulx
  - 1738-1746 : Pierre Félix Barthélemy David (1711-1795)
  - 1746-1758 : Jean-Baptiste Estoupan de la Brüe[5]

#### Ouvrages anciens
- Édit du Roy qui réunit l’ancienne Compagnie Royale du Sénégal à la nouvelle créée par le Roy au mois de Mars 1696, Bordeaux, Simon Boé, 1696, 12 p.
- Lettres patentes du Roy, en forme de Déclaration, du mois de Juin, 1679, portant confirmation de la Compagnie du Sénégal & de ses privilèges, Paris, 1679, 76 p. .
- Dominique Harcourt Lamiral, Les Métamorphoses aristocratiques, ou Généalogie de la Compagnie exclusive du Sénégal, Paris, Imprimerie nationale, 1791?, 4 p.
- Pierre Labarthe, Voyage a la côte de Guinée : ou, Description des côtes d'Afrique, depuis le Cap Tagrin jusqu'au Cap de Lopez-Gonzalves. : Contenant, des instructions relatives à la traite des noirs, d'après des mémoires authentiques, avec une carte gravée sous la direction de Brion fils, d'après un dessin fourni par l'auteur, Chez Debray… L'auteur… Bossange, Masson et Besson, 1803 (lire en ligne)
- Pierre Félix Barthélemy David, Le Sénégal et les îles orientales d’Afrique sous le gouvernement de P. David. 1729-1752, in P. Margry, Relations et mémoires inédits, etc., 1867, p. 355-376

#### Ouvrages récents
- André Delcourt, La France et les établissements français au Sénégal entre 1713 et 1763, tome 1 : La Compagnie des Indes et le Sénégal, tome 2 : La Guerre de la gomme, Dakar-Cahors, Mémoires de l’Institut français d’Afrique noire, 1952, n° 17, 432 p.
- Eugène Saulnier, Une compagnie à privilège au XIXe siècle : La Compagnie de Galam au Sénégal, avec une introduction par Christian Schefer, Paris, E. Larose, 1921, 199 p.
- Jean-Bernard Lacroix, Les Français au Sénégal au temps de la Compagnie des Indes, de 1719 à 1758, Vincennes, Service historique de la Marine, 1986, 314 p.
- Jacques Adélaïde-Merlande, Histoire générale des Antilles et des Guyanes : des Précolombiens à nos jours, Éditions L'Harmattan, 1994, 329 p. (lire en ligne)
- Paul Butel, Les Caraïbes au temps des flibustiers, XVIe – XVIIe siècles, Éditions Aubier, 1982, 299 p. (présentation en ligne), p. 233
- Histoire de Saint-Louis du Sénégal
- Gerti Hesseling, Histoire politique du Sénégal : institutions, droit et société, Karthala éditions, 1985, 437 p. (ISBN 978-2-86537-118-1, présentation en ligne)
- Abdoulaye Ly, La Compagnie du Sénégal, Karthala, mai 2000, 448 pages,  (ISBN 2865374068)